# Aristid iz Atene
Aristid iz Atene, kršćanski apologet iz 2. stoljeća.
Aristid iz Atene predao je caru (Hadrijanu ili Antoninu Piju) iscrpnu apologiju kršćanstva (125. ili 140). Godine 1889. pronašen je sirski prijevod; skraćena verzija sačuvala se u romanu Barlaam i Jazafat.